# Ilex lamprophylla
Ilex lamprophylla är en järneksväxtart som beskrevs av Standley. Ilex lamprophylla ingår i släktet järnekar, och familjen järneksväxter. Inga underarter finns listade i Catalogue of Life.